# Eupithecia abrepta
Eupithecia abrepta är en fjärilsart som beskrevs av András Vojnits 1979. Eupithecia abrepta ingår i släktet Eupithecia och familjen mätare. Inga underarter finns listade i Catalogue of Life.